# 희망찾기 민들레
희망찾기 민들레는 대한민국의 방송국 대전MBC 표준FM에서 토요일 오전 11시 05분부터 낮 12시까지 방송되었던 라디오 프로그램이다. 2020년 11월 14일 자로 6년만에 폐지되었다.